# Кузина, Юлия Валерьевна
Юлия Валерьевна Кузина (род. 25 октября 1976, Орск, Оренбургская область) — российская самбистка и дзюдоистка, чемпионка и призёр чемпионатов России по дзюдо, призёр чемпионата Европы по дзюдо, чемпионка и призёр чемпионатов мира по самбо, Заслуженный мастер спорта России (2001).

## Биография
Выпускница Орского государственного технолого-экономического университета. Выступала за клуб «Динамо» (Орск). Член сборной команды страны по самбо в 1995-2008 годах, член сборной команды страны по дзюдо в 1999-2008 годах. На летних Олимпийских играх 2000 года в Сиднее в четвертьфинале уступила будущей бронзовой призёрке Олимпиады Чо Мин Сон и вынуждена была прекратить борьбу. На летних Олимпийских играх 2008 года в Пекине на предварительном этапе уступила представительнице Венгрии Аннет Месарош и выбыла из борьбы за медали. В 2008 году оставила большой спорт. Тренер Центра дзюдо Оренбургской области.

## Спортивные результаты
- Чемпионат России по дзюдо 1996 — ;
- Чемпионат России по дзюдо 1998 — ;
- Чемпионат России по дзюдо 1999 — ;
- Чемпионат России по дзюдо 2001 — ;
- Чемпионат России по дзюдо 2002 — ;
- Чемпионат России по дзюдо 2004 — ;
- Чемпионат России по дзюдо 2007 — ;
- Чемпионат России по самбо среди женщин 2007 года — ;